# José Manuel Caballero Bonald
José Manuel Caballero Bonald (né à Jerez de la Frontera le 11 novembre 1926 et mort à  Madrid le 9 mai 2021) est un poète et écrivain espagnol.
Militant anti-franquiste, il appartient au groupe poétique de la génération de 50, aux côtés de José Ángel Valente, José Agustín Goytisolo et Jaime Gil de Biedma, entre autres. Sa façon d'utiliser le langage et le lexique très soigneusement, ainsi que le style baroque caractérisent son œuvre. Caballero Bonald est un écrivain d'une très grande qualité littéraire, et il demeure un modèle de ce que fut l'évolution littéraire d'après-guerre. Ses incursions dans la poésie, le roman, le théâtre et l'essai comptent plus de quarante œuvres.
Son œuvre a été couronnée par le Prix national des Lettres espagnoles en 2005 et par le Prix Cervantes en 2012.

## Biographie

### Débuts
De père cubain (Plácido Caballero) et de mère d’ascendance aristocratique française (Julie Bonald, de la famille du vicomte Louis de Bonald), il naquit et fut élevé à Jerez de la Frontera, dans la calle Caballeros.
Il commença ses études en 1936, dans le Colegio de los Marianistas de Jerez. Cette même année éclata la guerre Civile Espagnole, ce qui l'obligea à vivre quelque temps entre la Sierra de Cadix et Sanlúcar de Barrameda. C'est à cette époque que Caballero Bonald commença à s'intéresser à la littérature, au travers d'heures consacrées à la lecture d'auteurs étrangers comme Robert Stevenson, Jack London, Herman Melville et Emilio Salgari, ou espagnols comme José de Espronceda, entre autres. La littérature d'aventures et surtout celles qui mettent en scène la mer le fascinaient et le fascinent encore. Il déclara d'ailleurs « La mer exerce sur moi une fascination très spéciale, pour tout ce qu'elle représente : la liberté absolue, et aussi l'aventure. Je crois que je suis devenu écrivain parce que je suis un aventurier frustré. » Cette étape de lecture fut fondamentale dans son développement comme écrivain, et il dit de lui-même qu'il fut un lecteur précoce et un écrivain tardif.
En 1944, il commença ses études de navigation à Cadix, où il écrivit ses premiers poèmes. C'est ainsi qu'il fit la connaissance des membres du groupe de la revue Platero (aujourd'hui disparue, mais qui possède une anthologie), tels que Fernando Quiñones (es), Pilar Paz Pasamar (es), Julio Mariscal Montes (es) ou José Luis Tejada (es).
Il fera son service militaire dans la Milice Navale Universitaire, en naviguant pendant plusieurs étés dans les eaux des Canaries, du Maroc et de Galice.
En 1949, il reprit ses études, cette fois en philosophie et lettres, à Séville. Comme à Cadix, il fréquenta le groupe local en nouant des relations avec les Cordouans de la revue Cántico, en particulier avec Pablo García Baena.

En 1950, il obtint le prix Premio de poesía Platero pour son poème Mendigo : 
« [...]

Y volvía, cada tarde volvía

como si fuese una llaga que se acerca para doler,

que viene andando mientras muda de cuerpo,

y volvía a pesar de nuestra igualdad de desvalidos,

a pesar de que teníamos un mismo préstamo para vivir,

de que éramos casi tributarios de su humana intemperie.

[...] »
— José Manuel Caballero Bonald, Mendigo

« [...]
Et il revenait, chaque soir il revenait
Comme s'il était une plaie qui s'approche pour se faire mal,
qui vient en marchant tandis que son corps mue,
et il revenait malgré notre égalité de déshérité,
bien que nous avions le même prêt pour vivre,
et que nous étions pratiquement tributaires de son intempérie humaine.
[...] »
— Mendigo
Après avoir continué ses études de littérature à Madrid, il publia son premier livre de poésie, Las adivinaciones, pour lequel il reçut le prix Adonáis de Poésie en 1952.
Il publia ensuite les recueils de poésie Memorias de poco tiempo en 1954 et Anteo en 1956.

### Activités et engagements
Il devint secrétaire puis sous-directeur de la revue Papeles de Son Armadans. Il pratique ses premières activités clandestines par le biais de sa relation avec Dionisio Ridruejo. C'est ce dernier qui lui permit de réellement développer sa conscience politique : « J'ai partagé beaucoup de choses avec Dionisio... même la prison, en 64. C'est ainsi que je me suis lié à la lutte anti-franquiste. »
D'un point de vue moins politique, c'est accompagné de Jorge Oteiza qu'il se construisit une opinion critique sur la culture, les conventions et les académismes. Il participa avec lui a de nombreux colloques et développa pour lui une certaine admiration en disant de lui qu'il l'avait laissé « ébloui, plus que pour son œuvre artistique, pour sa critique de la culture, pour sa personnalité comme homme de culture » et affirma être son disciple.
Il alla vivre à Paris, mais revint six mois plus tard pour publier Las horas muertas en 1959, pour lequel il recevra le prix Premio Boscán (es) ainsi que le prix Premio de la Crítica de poesía castellana (es).
C'est à l'occasion du XXe anniversaire de la mort d'Antonio Machado célébré à Collioure en 1959 qu'il fit la connaissance de ceux qui deviendraient ses compagnons de la génération de 50, tels que José Agustín Goytisolo, Ángel González, José Ángel Valente, Jaime Gil de Biedma, Alfonso Costafreda (es), Carlos Barral, et où étaient également présents Pablo Picasso, André Malraux, Jean-Paul Sartre et François Mauriac, etc.
À propos de la Génération de 50, il déclara : « Les générations sont... des évènements consécutifs de l'histoire linéaire de la littérature », « Les similitudes en matière de conduites extra-littéraires étaient plus remarquables que les coïncidences relatives à la pratique littéraires : le militantisme anti-franquiste, la provenance familiale et universitaire, le goût pour le caractère nocturne, les pactes entre gentlemen, les habitudes culturelles, la tendance à une consommation considérable de boissons alcooliques. Nous savions très bien équilibrer les temps de la conspiration, ceux de la diversion et ceux de travailler sur des poétiques dont je crois comprendre qu'elles survivront longtemps à l'éphémère de la mode. Ce qui n'est pas du tout une caractéristique négligeable. »
Peu après il déménagea à Bogota pour enseigner la littérature espagnole et les sciences humaines à l'Université nationale de Colombie. Il fit rapidement connaissance avec les membres du groupe colombien de la revue Mito, tels que Jorge Gaitán Durán (es), Gabriel García Márquez, Eduardo Cote Lamus (es), Hernando Valencia Goelkel, Pedro Gómez Valderrama (es) ou Fernando Charry Lara (es), qui lui édita en 1961 El papel del coro, une anthologie poétique. Il voyagea dans d'autres pays d'Amérique latine, où il entreprit d'écrire son premier roman, Dos días de septiembre (livre traduit en français sous le nom Deux jours de septembre), qui reçut le prix Biblioteca Breve de la part de sa propre maison d'édition, et dont l'un des membres du jury fut Josep Maria Castellet, l'auteur de la célèbre anthologie Nueve novísimos poetas españoles. Il s'agit clairement d'un roman de réalisme social, dans lequel sont contées les inégalités qui existent dans un village vigneron andalou entre les riches propriétaires terriens et les humbles travailleurs. Cependant, ce qui différencie cette œuvre de celles de ce genre de son époque, c'est que Bonald s'intéresse plus pour les petites anecdotes de la fresque formée par le peuple présentée avec différentes techniques narratives, et qu'il va jusqu'à utiliser les monologues intérieurs et sans ponctuation, dans une œuvre apparemment réaliste.
Il revint un an plus tard en Espagne pour entreprendre divers travaux éditoriaux, mais il perdit quelque peu l'intérêt pour la littérature et il se concentra davantage sur des activités de lutte antifranquiste. C'est alors qu'il reçut une amende et fut détenu pour avoir exercé des activités clandestines contre le régime franquiste.
Il publia quand même le recueil de poèmes Pliegos de cordel (ainsi qu'un livre de voyage, Cádiz, Jerez y los Puertos) en 1963, mais il décida de se libérer de la pression politique en partant vivre à Cuba en 1965, pendant trois ans. Malgré la distance, il prit part à la commission organisatrice de l'hommage à Antonio Machado à Baeza en 1966 ; finalement cet hommage sera interdit par ordre gouvernemental. Il publia Narrativa cubana de la revolución en 1968. La même année, il est inclus dans l’Antología de la nueva poesía española (es).
À son retour en Espagne en 1970 il est détenu puis emprisonné pendant un mois dans la prison de Carabanchel.
La même année, il publia son premier recueil de poésie complète sous le nom de Vivir para contarlo. Poète et romancier, Caballero Bonald était en plus un investigateur du folklore espagnol et écrivit de précieuses monographies sur la musique populaire, notamment le flamenco, et il dirigea entre 1964 et 1966 l'enregistrement de six disques regroupés sous le titre Archivo del cante flamenco qui immortalisent le chant de grands artistes souvent méconnus. Cet important travail discographique obtint le prix Premio Nacional del Disco. Vingt ans plus tard, Caballero Bonald réalisera une nouvelle anthologie intitulée Medio siglo de cante flamenco tout aussi réussie que la première.
Avec Vivir para contarlo, Caballero Bonald assuma une poésie symboliste et intimiste, dans laquelle on peut sentir un jeune homme qui n'est pas en conformité avec le monde, avec la situation sociale de son époque. Au travers d'un langage riche et très élaboré dans lequel se mélangent le baroque avec une apparence plus populaire et familière, il créa un monde personnel authentique régi par l'expérience artistique.

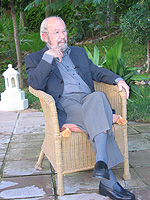
José Manuel Caballero Bonald

En 1971, il diversifia un peu ses activités, et commença à travailler dans le Séminaire de Lexicographie de l'Académie royale espagnole, où il restera jusqu'en 1975. Dans le même temps, il fut également directeur littéraire de la maison d'édition Ediciones Júcar (es). Par ailleurs, il donna des cours sur la narration dans plusieurs universités européennes et il assistait régulièrement à de nombreux symposiums littéraires internationaux, jusqu'en 1977.
En 1974, il publia son roman Ágata ojo de gato, et en fut récompensé avec le prix Premio Barral (que José Manuel Caballero Bonald refusera) et le Premio de la Crítica de narrativa castellana. Cette œuvre, également située en Andalousie, fut conçue comme une allégorie et s'éloignait de toute démarche historique réaliste : le merveilleux et la distanciation spacio-temporelle la situent près du réalisme magique.
Il exerça comme professeur de littérature espagnole contemporaine dans le Centre d'études hispaniques du Bryn Mawr College de 1974 à 1978. En 1975, il publia l'essai Luces y sombras del flamenco.
Cette année-là, il reprit ses activités politiques en intervenant dans la constitution de la Junta Democrática de España, un organisme d'opposition au franquisme, ce qui lui valut d'être jugé par le Tribunal d'ordre public, une instance judiciaire se spécialisant dans la répression des conduites anti-franquistes. Il voyagea alors de nouveau à Cuba. Après avoir participé à de nombreux cycles et congrès internationaux, il séjourna un moment à Sanlúcar de Barrameda, où il obtint le diplôme de Patron d'embarcation.

En 1977, il obtint un nouveau prix Premio de la Crítica pour Descrédito del héroe, qui témoigne de la diversité de ses engagements : 
« Entre dos luces, entre dos

historias, entre

dos filos permanezco,

también entre dos únicas

equivalencias con la vida.

[...] »
— José Manuel Caballero Bonald, Doble Vida

« Entre deux lumières, entre deux
histoires, entre
deux tranchants je demeure,
ainsi qu'entre deux uniques
équivalences avec la vie.
[...] »
— Doble Vida
 Avec ce livre, son registre poétique changea. Apparut alors un culte à l'imagination et à la mémoire ; sa terre, son enfance, son expérience vitale et artistique, et sa constante préoccupation linguistique l'amenait à utiliser un langage extrêmement dépuré et hermétique.
En 1978, il fut nommé président du PEN club espagnol, poste duquel il démissionnera deux ans plus tard. Le Centro Dramático Nacional (es) mit en scène sa version de Abre el ojo, de Francisco de Rojas Zorrilla. Il publia l'anthologie Poesía, 1951-1977 et reçu le prix Premio Fundación Pablo Iglesias, une institution culturelle espagnole destinée à promouvoir le socialisme.
Entre 1980 et 1988, il publia les recueils de poèmes Breviario del vino et Laberinto de fortuna, les romans Toda la noche oyeron pasar pájaros (prix Premio Ateneo de Sevilla (es)), De la sierra al mar de Cádiz et En la casa del padre (prix Plaza y Janés en 1988) - lors desquels il continuait à expérimenter avec le langage dans environnement andalous -, le roman illustré Los personajes de Fajardo, se chargea de l'édition d'une anthologie de Luis de Góngora et publia sa propre anthologie Selección natural. Il alla plusieurs fois aux États-Unis où il intervenait notamment dans plusieurs universités.

### Reconnaissance et legs

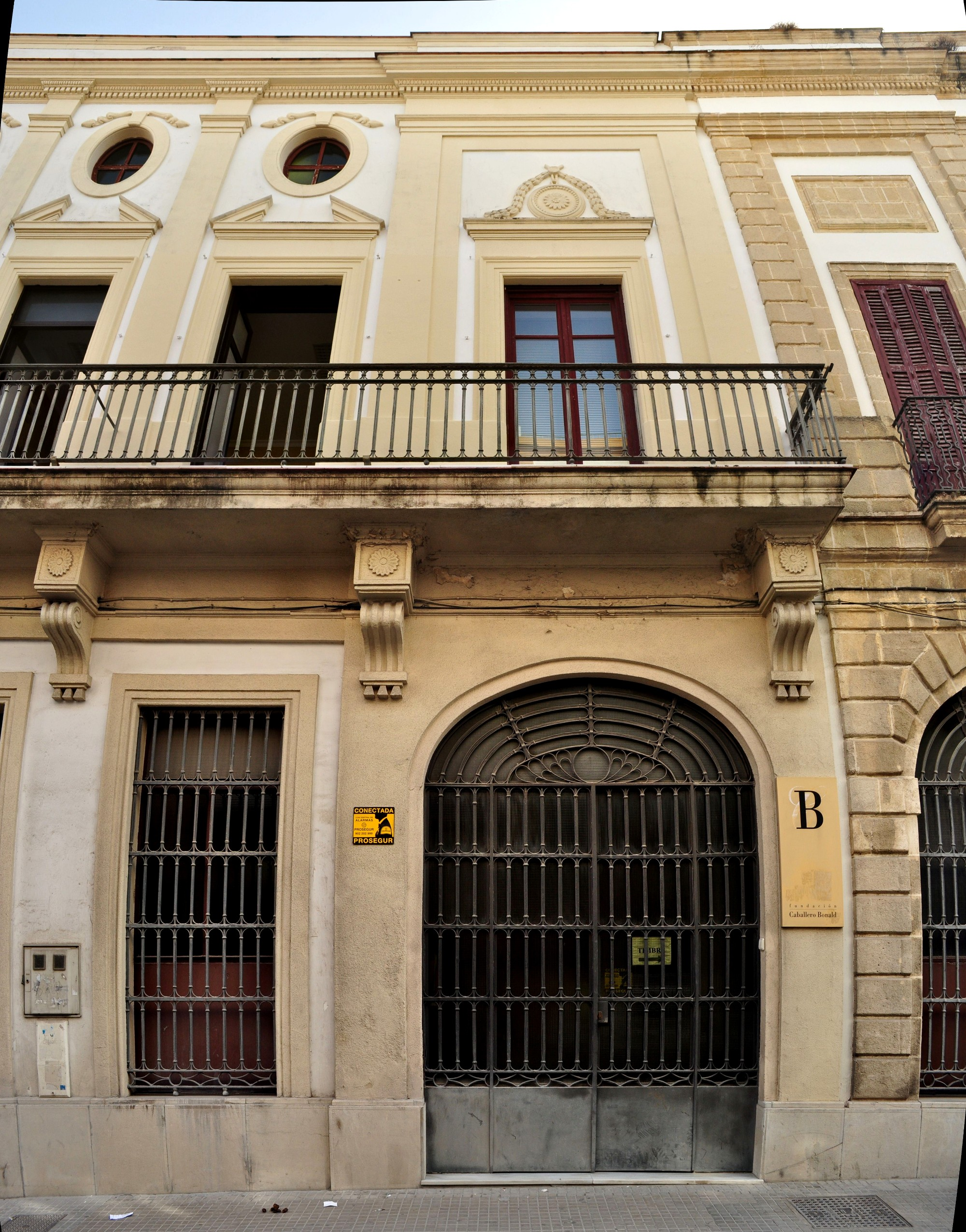
Siège de la Fondation Caballero Bonald.

En 1989, une place et un collège, qui portent son nom à Jerez de la Frontera, ainsi qu'une bibliothèque municipale à Marbella.
Il publia en 1989 l'anthologie poétique Doble vida, le livre Andalousie et Sevilla en tiempos de Cervantes. En 1993 apparut son roman Campo de Agramante pour lequel il reçut le prix Premio de Andalucía de Letras. Il fut nommé membre correspondant de l'Académie Nord-américaine de la Langue Espagnole.
La Compañía Nacional de Teatro Clásico (es) présenta sa version du Don Gil de las calzas verdes (es) de Tirso de Molina. La mairie de Sanlúcar de Barrameda lui dédia une rue.
En 1995 il publia Tiempo de guerras perdidas, le premier tome de ses mémoires, puis l'anthologie poétique El imposible oficio de escribir en 1997. Il résidait la plupart du temps à Montijo, près du Parc national de Doñana. La mairie de Jérez créa la Fondation Caballero Bonald, et il fut nommé Hijo Predilecto de Andalucía (traduisible par « enfant chéri d'Andalousie »). La compagnie d'Antonio Gades sortit son adaptation pour ballet de Fuenteovejuna, de Lope de Vega, et il publia les recueils de poèmes Diario de Argónida et Poesía amatoria, avant de publier la sélection de textes Copias del natural. Il écrivit en 2001 la deuxième partie de ses mémoires avec La costumbre de vivir, puis l'année suivante le livre de proses Mar adentro et une étude appelée José de Espronceda.
En 2001, la Fondation Caballero Bonald publia le premier numéro de sa revue littéraire Campo de Agramante.
En 2003 il écrivit les scénarios des 250 chapitres de la série documentaire Andalucía es de cine (es) pour la chaîne de télévision Radio y Televisión de Andalucía. Il publia son Antología personal et l'accompagna d'un CD de poèmes qu'il récite lui-même. L'année suivante il publia son œuvre poétique complète, Somos el tiempo que nos queda, traduite en français sous le nom de Survivre.
En 2004 il fut nommé Docteur honoris causa par l'Université de Cadix et reçut le prix Premio Reina Sofía de Poesía Iberoamericana (es).
En 2005 il publia l'anthologie poétique Años y libros, une sélection qui fut élaborée par Caballero Bonald et par María Josefa Ramis Cabot et introduite par Luis García Jambrina, ainsi que le recueil de poèmes Manual de infractores (distingué par le prix Premio Internacional Terenci Moix au meilleur livre 2005 ainsi que le Prix national de Poésie). Il fut récompensé pour l'ensemble de son œuvre en recevant le Prix national des Lettres espagnoles,.

En 2007, après une nouvelle édition chez Seix Barral de sa poésie complète Somos el tiempo que nos queda (1952-2005), il publia chez Galaxia Gutenberg une anthologie du nom de Summa Vitae (dont le prologue est assumé par Jenaro Talens (ca)), très intimiste : 
« [...]

Cosas así de simples y soberbias.

Pero de todo eso

¿qué me importa

evocar, preservar después de tan volubles

comparecencias del olvido?

Nada sino una sombra

cruzándose en la noche con mi sombra. »
— José Manuel Caballero Bonald, Summa Vitae

« [...]
Des choses aussi simples et prétentieuses que cela.
Mais de tout cela
de quoi m'importe
évoquer, préserver, après d'aussi inconstantes
comparutions de l'oubli?

Rien si ce n'est une ombre
qui croise de nuit mon ombre. »
— Summa Vitae
En 2008, Pablo Méndez publia une sélection des poèmes de José Manuel Caballero Bonald appelée Casa junto al mar.
En 2009, Seix Barral publia La noche no tiene paredes, qui est composé de 103 poèmes dans lesquels il revendique l'incertitude, car, selon lui « celui qui ne doute pas, celui qui est sûr de tout, il est ce qu'il y a de plus proche à un imbécile » ; il reçut le prix international de poésie Federico García Lorca.
En 2010 fut publié un volume complet de ses mémoires Tiempo de guerras perdidas et La costumbre de vivir appelé La novela de la memoria.
En 2011, il publia l'anthologie Ruido de muchas aguas, où l'un des thèmes fondamentaux de Caballero Bonald, la nuit, est particulièrement mis en évidence.
En 2012, il publia son recueil de poèmes Entreguerras o De la naturaleza de las cosas, un livre formé d'un seul poème d'environ trois mille vers, irrationaliste et autobiographique, qui dépeint la vie et l'œuvre de son auteur, et qui est, selon l'auteur, « testamentaire » car il déclara qu'à la suite de ce livre il n'écrirait plus.
En 2016 est publié le disque-livre Jerez canta a Caballero Bonald.
La ONCE lui consacre l'image de l'un de ses coupons en 2017.

« Avec ma poésie, je souhaite simplement donner leur cohérence à mes actions morales, me libérer de mes tares éducatives, donner de la puissance pour mon propre compte au sens du plus immédiat témoignage de la réalité, cerner avec la mémoire la servitude des faits vécus. »

### Retraite
En 2018, il affirme qu'il arrête d'écrire, à 91 ans.

## Œuvres

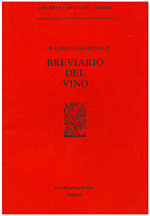
Première de couverture de Breviario del Vino, un essai sur le vin.

### Poésie
- Las adivinaciones (1952)
- Memorias de poco tiempo (1954)
- Anteo (1956)
- Las horas muertas (1959)
- Pliegos de cordel[B 3] (1963)
- Descrédito del héroe[B 10] (1977)
- Laberinto de Fortuna[B 12] (1984)
- Diario de Argónida[B 25] (1997)
- Manual de infractores[B 33] (2005)
- La noche no tiene paredes[B 36] (2009)
- Entreguerras[B 39] (2012)
- Desaprendizajes (2015)

### Anthologies poétiques
- El papel del coro (1961)
- Antología de la nueva poesía española (es)[B 6] (1968)
- Vivir para contarlo[B 7] (1969)
- Selección natural[B 18] (1983)
- Doble vida[B 19] (1989)
- Poesía amatoria[B 26] (1999)
- Somos el tiempo que nos queda[B 30] (2004)Survivre[B 31] (2007)
- Años y libros[B 32] (2004)
- Paz con aceite[B 41] (2005)
- Summa vitae[B 34] (2007)
- Casa junto al mar[B 35] (2008)
- Estrategia del débil[B 42] (2010)
- Ruido de muchas aguas[B 38] (2011)
- Sombras le avisaron (2013)
- Material del deseo (2013)
- Marcas y soliloquios (2013)
- Vivo allí donde estuve(2013)
- Quién sino tú (2013)
- Un sustantivo mundo (2017)

### Romans
- Dos días de septiembre[B 1] (1962)Deux jours de septembre, 1966[B 2]
- Ágata ojo de gato[B 8] (1974)Agate œil-de-chat, 2018  (ISBN 979-10-94791-00-4)
- Toda la noche oyeron pasar pájaros[B 13] (1981)Toute la nuit on entendit passer des oiseaux, 2021  (ISBN 979-10-94791-28-8)
- En la casa del padre[B 15] (1988)
- Campo de Agramante[B 22] (1992)Au camp d'Agramant, 2016  (ISBN 979-10-94791-12-7)

### Mémoires
- Tiempo de guerras perdidas[B 23] (1995)
- La costumbre de vivir[B 27] (2001)
- La novela de la memoria[B 37] (2010). Édition en un seul volume de Tiempo de guerras perdidas et La costumbre de vivir.
- Examen de ingenios (2017)[34]

### Essais et articles
- El cante andaluz (1953)
- El baile andaluz[B 43] (1957)La danse andalouse, traduit de l'espagnol par Félicien Baudry, Noguer, 1957.
- Cádiz, Jerez y los puertos[B 4] (1963)
- Lo que sabemos del vino[B 44] (1967)
- Narrativa cubana de la revolución[B 5] (1968)
- Luces y sombras del flamenco[B 9] (1975)
- Cuixart[B 45] (1977)
- Breviario del vino[B 11] (1980)
- Luis de Góngora: poesía[B 17] (1982)
- De la sierra al mar de Cádiz[B 14] (1988)
- Andalucía[B 46] (1989)Andalousie[B 20]
- Botero: la corrida[B 47] (1990)
- Sevilla en tiempos de Cervantes[B 21] (1991)
- España: fiestas y ritos[B 48] (1992)
- Cádiz, sierra de luz[B 49] (1996)
- Copias del natural (1999)
- Mar adentro[B 28] (2002)
- José de Espronceda (2002)
- Miguel de Cervantes. Poesía (2005)
- La ruta de la campiña[B 50] (2005)
- La luz de Cádiz en la pintura de Cortés[B 51] (2005)
- Encuentros con la poesía[B 52] (2006)
- Copias rescatadas del natural[B 53] (2006)
- Relecturas. Prosas reunidas (1956-2005)[B 54] (2006)
- Un Madrid literario[B 55] (2009)
- Osuna : historia y cultura[B 56] (2009)
- Oficio de lector, série d'articles et conférences sur des écrivains[35] (2013)

### Discographie
- Archivo del cante flamenco, 1968.
- Medio siglo de cante flamenco, 1987.

### Autres
- Españoles de tres mundos : viejo mundo, nuevo mundo, otro mundo : caricatura lírica, 1914-1940[B 57], de Juan Ramón Jiménez (prologue de José Manuel Caballero Bonald, 2009)
- ¡Tierra!: José Manuel Caballero Bonald est l'auteur des paroles de cet album d'El Lebrijano[36].

## Prix
- Premio Poesía Platero (1950)
- Prix Adonáis de Poésie (1952)
- Premio Boscán (1959)

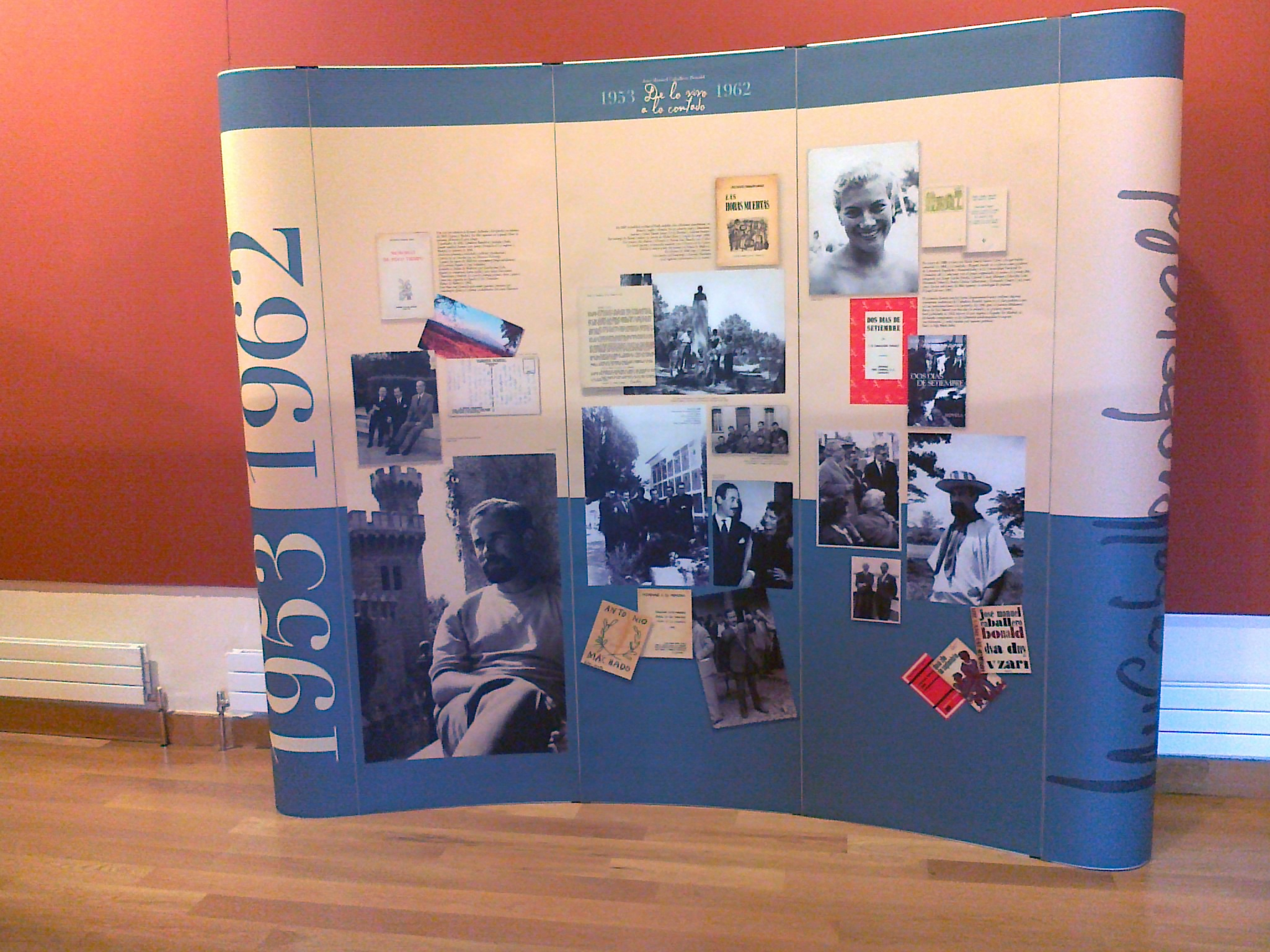
Exposition de José Manuel Caballero Bonald à l'occasion de son Prix Cervantes. Rectorat de l'Université d'Alcalá de Henares, Espagne.

- Premio de la Crítica de poesía castellana (1963, 1974 et 1977)
- Premio Barral (1974) pour Ágata ojo de gato[37]
- Premio Fundación Pablo Iglesias (1978)
- Premio Ateneo de Sevilla (1981)
- Premio Plaza & Janés (es) (1988)
- Premio Andalucía de las Letras (1990)
- Membre correspondant de l'Academia Norteamericana de la Lengua Española (es) (1993-1994)
- Déclaré Hijo Predilecto de Andalucía (1996)
- Déclaré Hijo Predilecto de la province de Cadix (1998)[38]
- Médaille d'Or du Círculo de Bellas Artes (2000)[39]
- Premio Reina Sofía de Poesía Iberoamericana (2004)
- Prix national des Lettres espagnoles[25] (2005)
- Premio Internacional Terenci Moix[23] (2005)
- Prix national de Poésie (2006)
- Prix international de poésie Federico García Lorca[28] (2009)
- Premio ABC Cultural & Ámbito Cultural (es)[40] (2010)
- Prix Cervantes (2012)
- Prix Obra de Arte Total 2015 de l'Asociación Wagneriana[41]
- Prix Francisco Umbral du livre de l'année 2016[42]
- Prix Andalucía de la Crítica en poesía 2016[43]